# Friedrich von Gärtner
Friedrich Wilhelm von Gärtner (ur. 10 grudnia 1791 w Koblencji, zm. 21 kwietnia 1847 w Monachium) – niemiecki architekt, przedstawiciel stylu arkadowego (działający głównie w Monachium), dyrektor artystyczny manufaktury porcelany na zamku Nymphenburg (od 1822), rektor Akademii Sztuk Pięknych w Monachium (od 1841).
Obok Leo von Klenzego uważany za czołowego architekta Bawarii w okresie panowania króla Ludwika I Wittelsbacha. Zaprojektował wiele obiektów przy Ludwigsstrasse, jednej z czterech reprezentacyjnych ulic Monachium.

## Życiorys
Gärtner był synem Johanna Andreasa Gärtnera, architekta zaangażowanego, między innymi, w budowę pałacu książąt elektorów (Kurfürstliches Schloss) w Koblencji. W 1809 podjął studia architektoniczne na Akademii Sztuk Pięknych w Monachium u Karla von Fischera. W 1812 wyjechał najpierw do Karlsruhe, gdzie studiował u Friedricha Weinbrennera, a następnie do Paryża (1814), gdzie studiował u Jeana-Baptisty Rondeleta i najprawdopodobniej u Charlesa-Pierre'a-Josepha Normanda. W Paryżu Gärtner zapoznał się z pracami Charles'a Perciera i Pierre'a Fonataine'a a także Jeana-Nicolasa-Louisa Duranda. Następnie spędził trzy lata we Włoszech (w Rzymie, Neapolu i na Sycylii). W Rzymie poznał Johanna Martina von Wagnera (1777–1858), rzeźbiarza i malarza z Würzburga, pośredniczącego w zakupach dzieł sztuki dla dworu królewskiego, z którym połączyła go wieloletnia przyjaźń. Swoje doświadczenia i przemyślenia z okresu pobytu we Włoszech Gärtner opublikował w 1819 jako "Ansichten der am meisten erhaltenen Monumente Siziliens" – opatrzony komentarzem zbiór litografii. Po powrocie do Monachium pełnił funkcję asystenta, lecz sfrustrowany brakiem propozycji i rywalizacją z Leo von Klenzem wyjechał w 1819 do Wielkiej Brytanii, gdzie poznał Charlesa Roberta Cockerella. Gärtner rozważał wówczas nawet emigrację do Stanów Zjednoczonych.
W 1820, po śmierci Karla von Fischera, przyjął posadę profesora architektury na Akademii Sztuk Pięknych w Monachium. Jednocześnie, po odebraniu w 1822 nominacji z rąk króla Bawarii Maksymiliana I Józefa Wittelsbacha, piastował funkcję dyrektora artystycznego manufaktury porcelany na zamku Nymphenburg w Monachium (niem. Porzellanmanufaktur Nymphenburg), a także dyrektora technicznego nowo powstałego zakładu malowania na szkle (niem. Glasmalereianstalt).
Po śmierci Maksymiliana I Józefa Wittelsbacha w 1825 na tron wstąpił jego syn Ludwik, który zamierzał przebudować Monachium według swoich klasycystycznych wyobrażeń. Jednak Gärtner długo czekał na zlecenia – nowy król z początku współpracował głównie z Leo von Klenzem, z którym Gärtner rywalizował, i który miał umyślnie przeszkadzać w jego karierze. Wreszcie w czerwcu 1827 Wagnerowi udało się zaaranżować spotkanie pomiędzy Gärtnerem a królem we Włoszech. Wkrótce potem Gärtner otrzymał pierwsze duże zlecenia – budowę kościoła św. Ludwika (za wstawiennictwem Petera von Corneliusa) i gmachu biblioteki w Monachium. Kościół powstał w "oczyszczonym stylu bizantyjskim" – określenie użyte przez Gärtnera, oznaczające skromniejszy styl włoskiego romanizmu, dostosowany do ówczesnych realiów. Styl kościoła określany był później w Monachium mianem stylu Gärtnera (niem. Gärtnerstil). Kolejne zlecenia objęły obiekty przy Ludwigsstrasse, reprezentacyjnej ulicy Monachium. Gärtner zaprojektował pomnik ku czci feldmarszałków Johanna von Tilly'ego i Carla von Wrede (tzw. Feldherrnhalle), który imitował czternastowieczną Loggię dei Lanzi we Florencji, otwierający ulicę na południu, oraz, wzorowany na rzymskim Łuku Konstantyna Wielkiego, łuk triumfalny (niem. Siegestor), zamykający ulicę od północy.

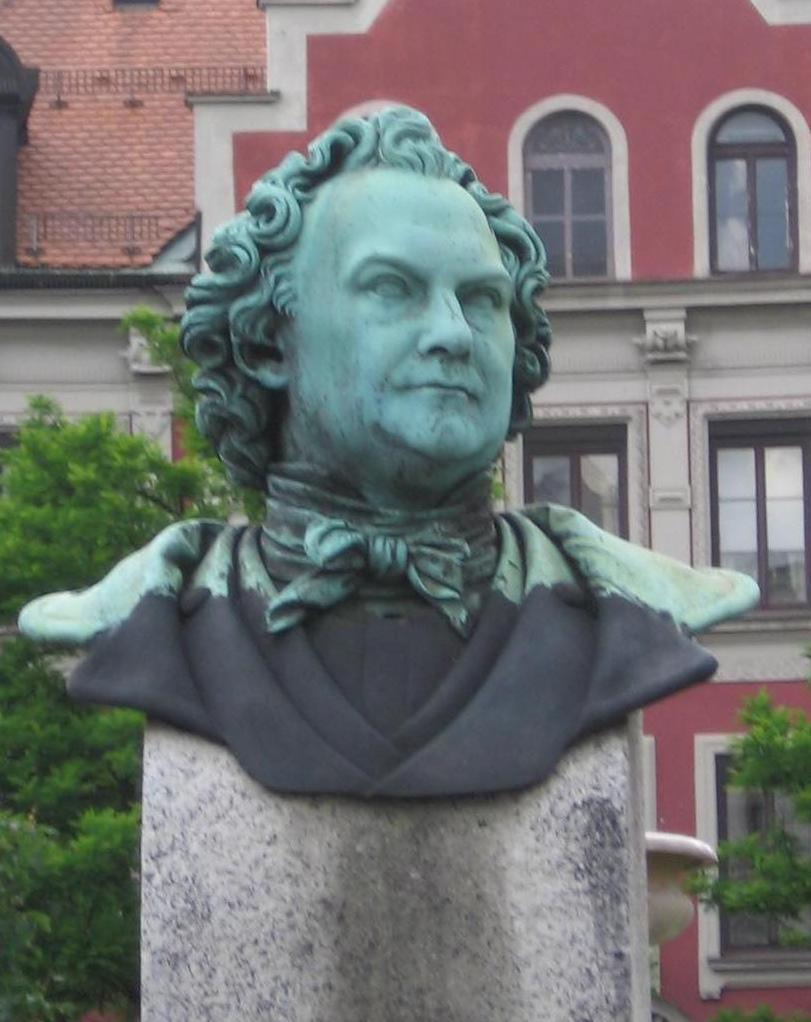
Friedrich von Gärtner, popiersie architekta na placu Gärtnerplatz

W 1835 z polecenia króla udał się do Aten, by poprowadzić tam budowę pałacu królewskiego według własnego projektu. Rezydencja powstawała dla syna Ludwika I, księcia Ottona Wittelsbacha, który w wyniku ustaleń konferencji londyńskiej zasiadł w 1832 na tronie nowo powstałego królestwa Grecji. W 1840 Gärtner otrzymał szlachectwo. W tym samym roku ponownie pojechał do Aten. Po powrocie zajął się restauracją archikatedry świętych Piotra i Jerzego w Bambergu. Pracował również nad restauracją katedry św. Piotra w Ratyzbonie i katedry w Spirze.
W 1842 pod Kelheim rozpoczęto według projektu Gärtnera budowę pomnika upamiętniającego zwycięstwa nad wojskami Napoleona Bonapartego w okresie VI koalicji antyfrancuskiej, tzw. Befreiungshalle. Budowla powstająca w stylu arkadowym została przeprojektowana z polecenia króla przez Leo von Klenzego, który przejął projekt po śmierci Gärtnera. W 1841 Gärtner został dyrektorem monachijskiej Akademii Sztuk Pięknych, zastępując na tym stanowisku Corneliusa. W tym samym roku rozpoczął budowę nowego cmentarza w Monachium.
Po śmierci w 1847 został pochowany na Starym Cmentarzu Południowym w Monachium.
Popiersia Gärtnera stoją na placu jego imienia (niem. Gärtnerplatz) oraz w monachijskiej świątyni sławy.

## Architektura

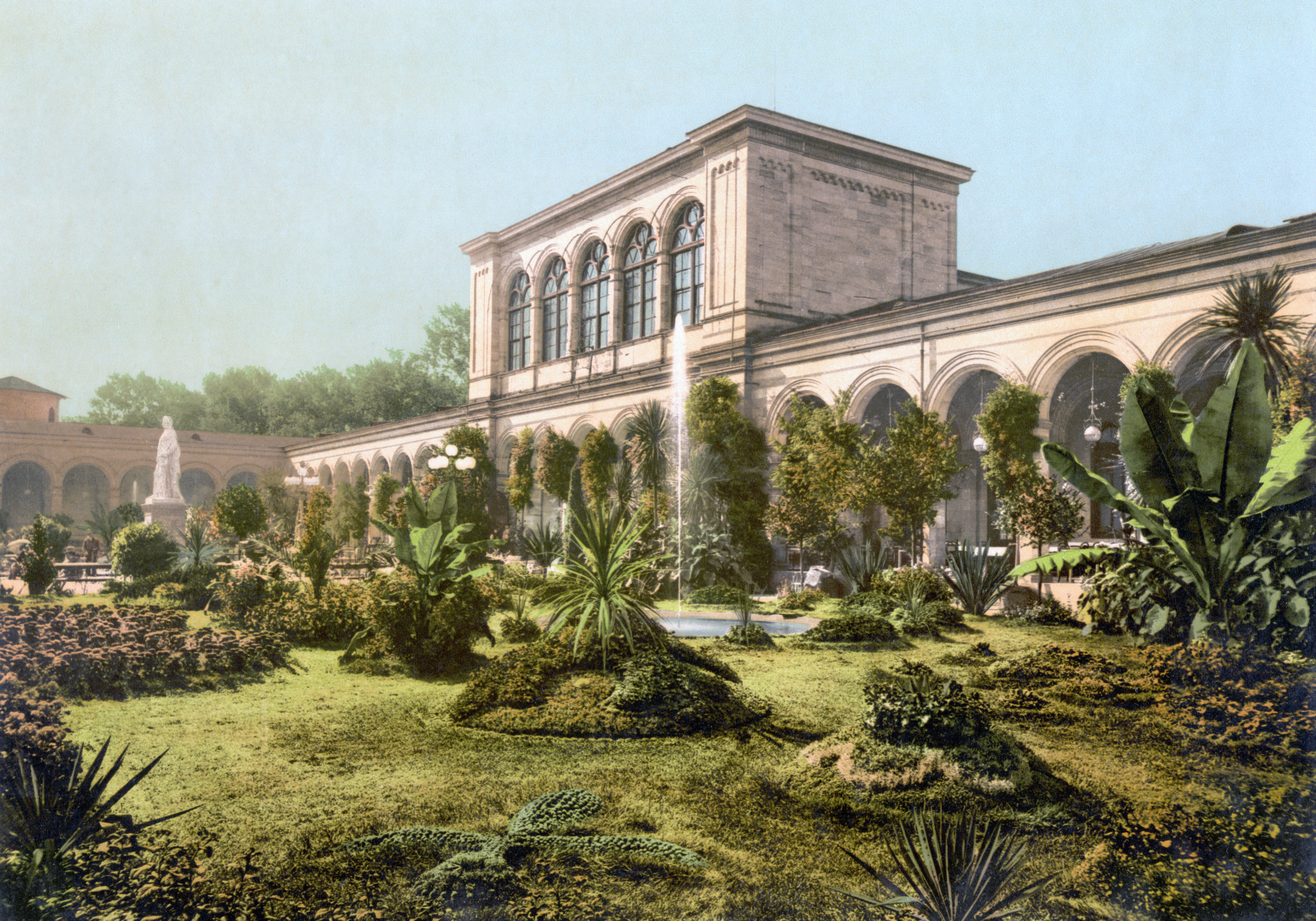
Arkady w Bad Kissingen (ok. 1900)

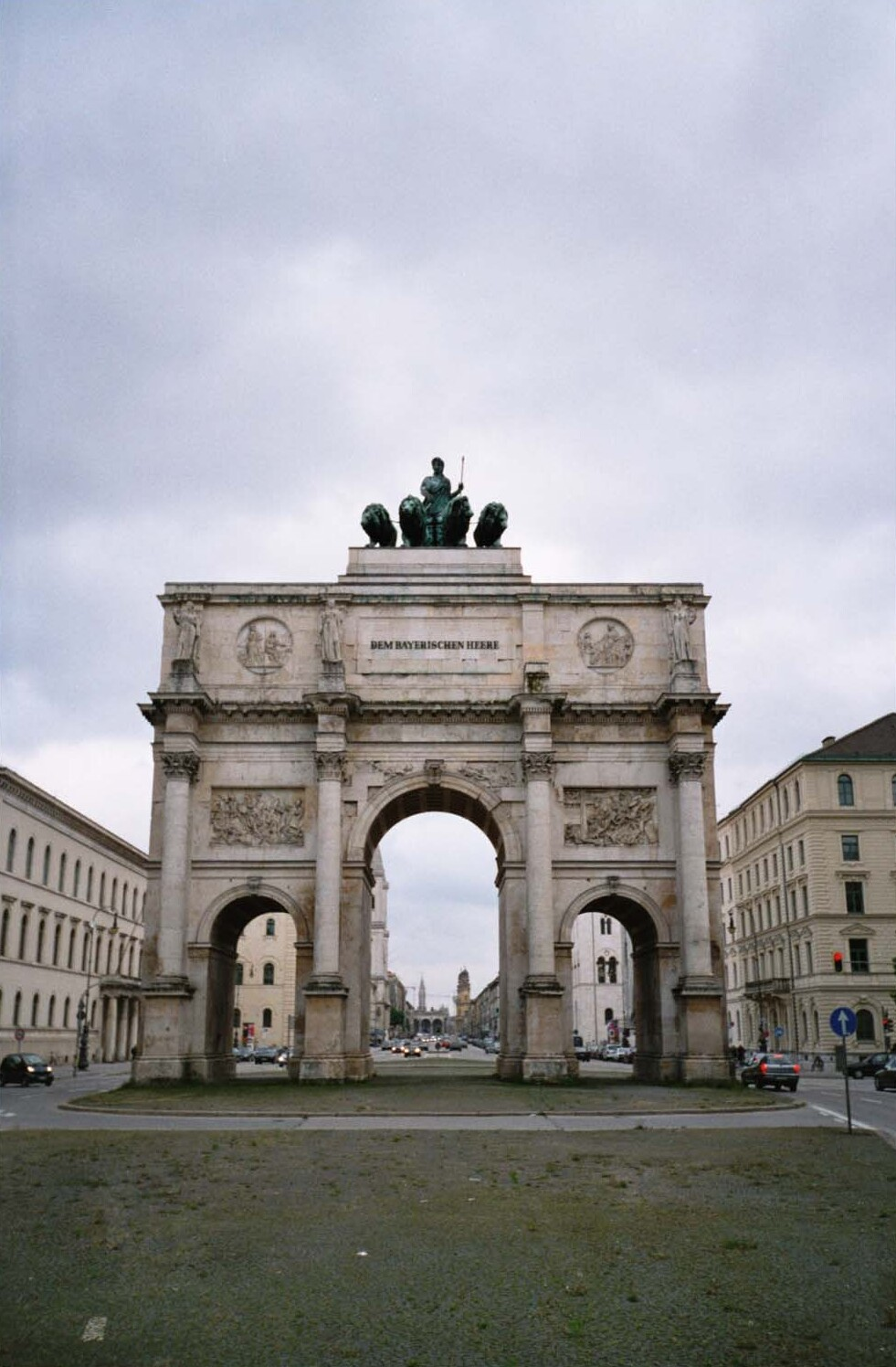
Łuk triumfalny w Monachium (Siegestor)

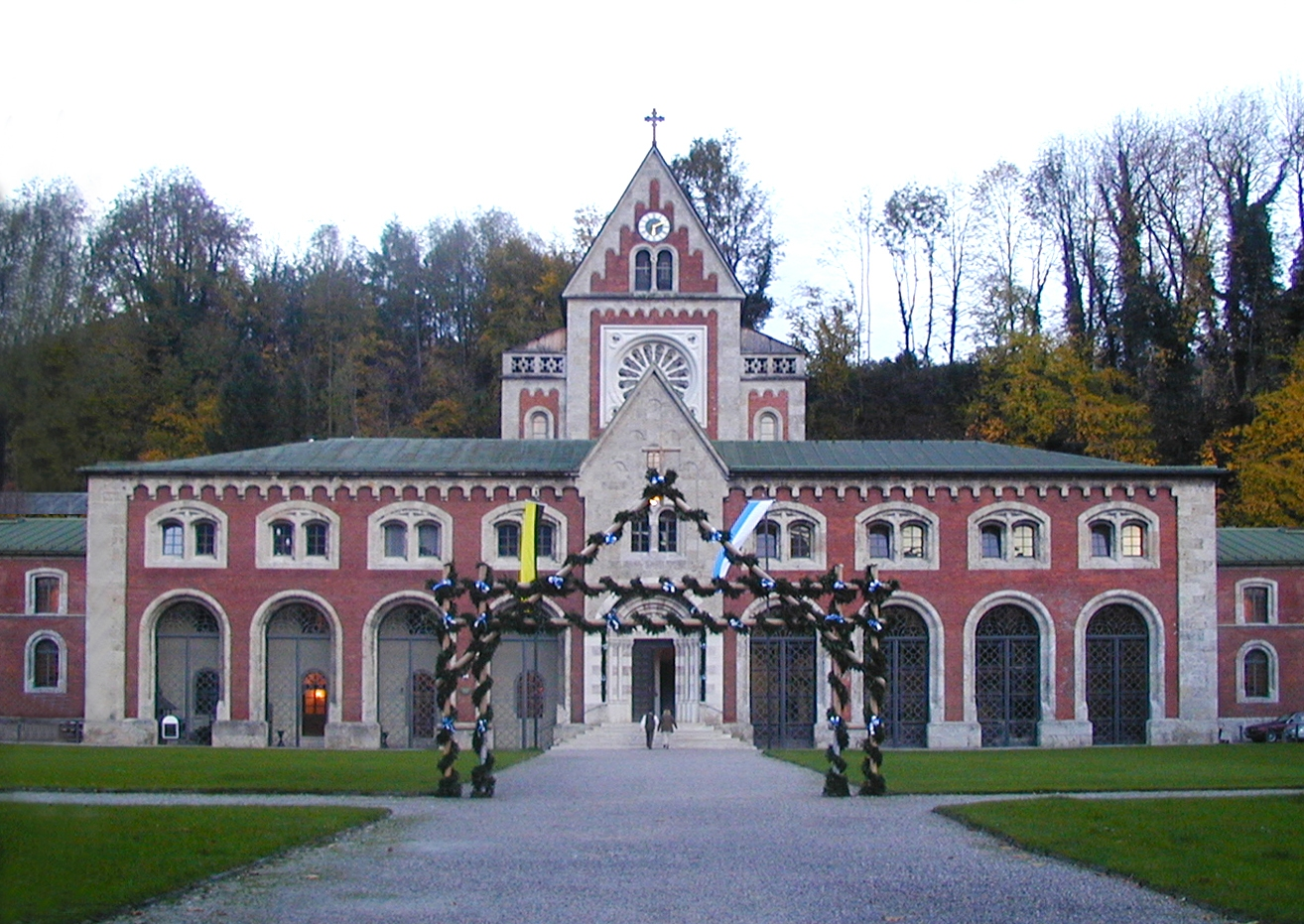
Budynek starej saliny (Alte Saline) w Bad Reichenhall

Gärtner reprezentował styl arkadowy (Rundbogenstil), nawiązujący do architektury romańskiej, wczesnochrześcijańskiej, bizantyjskiej i częściowo też włoskiego renesansu. Jego budowle miały charakter monumentalny, co odpowiadało wyobrażeniom króla Ludwika I Wittelsbacha, który był głównym zleceniodawcą Gärtnera.

## Wybrane dzieła
- 1829–1844 – kościół św. Ludwika w Monachium
- odbudowa bramy (Isartor) w Monachium[11]
- 1831–1840 – gmach biblioteki i archiwów w Monachium[2]
- 1833–1837 – gmach instytutu niewidomych przy Ludwigsstrasse w Monachium[17]
- 1833–1838 – arkady i dom zdrojowy w Bad Kissingen
- 1835–1840 – gmach Uniwersytetu Ludwika i Maksymiliana w Monachium[2]
- 1835–1840 – Georgianum w Monachium
- 1836–1839 – klasztor św. Anny w Monachium
- 1836–1839 – budynek starej saliny (Alte Saline) w Bad Reichenhall
- 1836–1843 – pałac królewski w Atenach (obecnie siedziba greckiego parlamentu)[17]
- instytut wychowawczy dla szlachetnie urodzonych panien (Fundacja Maxa Josepha (Max Joseph-Stift)) przy Ludwigsstrasse w Monachium[11]
- 1838–1843 – budynek administracji saliny (Salinenadministration) w Monachium
- 1839–1847/50 – Pompejanum w Aschaffenburgu[17]
- 1837–1844 – Feldherrnhalle w Monachium[17]
- 1842 – budynek policji w Lohr am Main, wówczas szpital, później siedziba sądu krajowego i okręgowego (Landgericht und Amtsgericht)
- 1842 – projekt Hali Wyzwolenia (Befreiungshalle) pod Kelheim
- 1843–1847/49 – pałac Wittelsbachów w Monachium
- 1834–1850 – łuk triumfalny w Monachium (Siegestor) w Monachium[2]
- 1847 – ewangelicki kościół Zbawiciela w Bad Kissingen
- willa królowej przy Ludwigsstrasse w Monachium
- gmach domu zdrojowego w Bad Brückenau[11]
- ratusz w Zwickau[11]

## Uczniowie
Uczniami Gärtnera byli, między innymi:

- Max Emanuel Ainmiller
- Mathias Berger[2]
- Franz Xaver Beyschlag
- Anton von Braunmühl
- Eduard Bürklein
- Friedrich Bürklein[2]
- Lorenz Hoffmann
- Karl Andreas Klumpp[2]
- Karl Leimbach
- Johann Moninger
- Anton Mühe
- Georg von Stengel.

## Publikacje
- Friedrich von Gärtner: Ansichten der am meisten erhaltenen Monumente Siziliens. München: 1819. (niem.). Brak numerów stron w książce
- Friedrich von Gärtner: Römische Bauverzierungen nach der Antike. München: 1824. (niem.). Brak numerów stron w książce
- Friedrich von Gärtner: Auswahl von Vasen und Gefäßen, auf Stein graviert. München: 1825. (niem.). Brak numerów stron w książce
- Hans Moninger: Friedrich von Gärtner`s Original - Pläne und Studien. München: Selbstverlag, 1882. (niem.). Brak numerów stron w książce

### Literatura dodatkowa
- Christiane Rossner. Der Orlando Furioso aus Koblenz. „Monumente. Magazin für Denkmalkultur in Deutschland”. 7/8 (2009). s. 74–81. (niem.).